# San Salvador el Seco
San Salvador el Seco är en kommun i Mexiko.   Den ligger i delstaten Puebla, i den sydöstra delen av landet, 160 km öster om huvudstaden Mexico City.
Följande samhällen finns i San Salvador el Seco:
- San Salvador El Seco
- Santa Maria Coatepec
- Guadalupe Victoria
- San José Barroso
- La Providencia